# Communauté de communes Campagne et Baie de l'Orne
La communauté de communes Campagne et Baie de l'Orne (Cabalor) ou communauté de communes de Cabalor est une ancienne communauté de communes française, située dans le département du Calvados.

## Historique
La communauté de communes est créée par arrêté du 26 décembre 1997. Le 1er janvier 2017, elle fusionne avec communauté de communes de l'Estuaire de la Dives et la communauté de communes du Pays d'Auge dozuléen pour former la communauté de communes Normandie-Cabourg-Pays d'Auge,.

## Composition
Elle était composée des neuf communes suivantes, toutes du canton de Cabourg :
1. Amfreville
2. Bavent
3. Bréville-les-Monts
4. Gonneville-en-Auge
5. Hérouvillette
6. Merville-Franceville-Plage
7. Petiville
8. Ranville
9. Sallenelles

## Administration
| Période      | Période       | Identité         | Étiquette | Qualité                                                |
| ------------ | ------------- | ---------------- | --------- | ------------------------------------------------------ |
| janvier 1998 | avril 2001    | François Totot   |           | Conseiller municipal de Gonneville-en-Auge             |
| avril 2001   | avril 2005    | Joël Leroy       |           | Maire de Bavent                                        |
| avril 2005   | avril 2008    | Frédéric Chazal  |           | Maire de Sallenelles                                   |
| avril 2008   | juillet 2011  | Olivier Paz      | SE        | Gérant de société, maire de Merville-Franceville-Plage |
| juillet 2011 | avril 2014    | François Vannier | SE        | Adjoint au maire de Ranville                           |
| avril 2014   | décembre 2016 | Olivier Paz      | SE        | Gérant de société, maire de Merville-Franceville-Plage |

## Compétences
- Aménagement de l'espace
  - Schéma de cohérence territoriale (SCOT) (à titre obligatoire)
  - Schéma de secteur (à titre obligatoire)
- Développement et aménagement économique
  - Action de développement économique (Soutien des activités industrielles, commerciales ou de l'emploi, soutien des activités agricoles et forestières...) (à titre obligatoire)
  - Création, aménagement, entretien et gestion de zone d'activités industrielle, commerciale, tertiaire, artisanale ou touristique (à titre obligatoire)
  - Tourisme (à titre obligatoire)
- Développement et aménagement social et culturel
  - Activités culturelles ou socioculturelles (à titre facultatif)
  - Activités sportives (à titre facultatif)
- Environnement
  - Collecte et traitement des déchets des ménages et déchets assimilés (à titre optionnel)
  - Politique du cadre de vie (à titre optionnel)

## Commissions
- Commission jeunesse et sport
- Commission tourisme
- Commission OM et déchèterie
- Commission pistes cyclables et développement durable
- Commission SDEC et voiries intercommunales

## Projets
- création d'un réseau de voies cyclables reliant toutes les communes ainsi que les véloroutes littorales déjà existantes, les travaux ont débuté en septembre 2008.
- construction d'un Centre de loisirs sans hébergement (bâtiment BBC).
- création d'un RAM.